# Berkes Kálmán
Berkes Kálmán (Budapest, 1952. május 8. –)  Liszt Ferenc-díjas magyar klarinétművész, karmester,   érdemes művész.

## Életrajz[1]

### A korai évek
Zenészcsaládból származik, édesapja dr. Berkes Kálmán klarinéttanár. A családban többen is professzionális művészek lettek (Berkes Balázs – jazzbőgős, Berkes Anikó – hegedűtanár, Berkes Katalin – zenei rendező, Berkes Mária – brácsaművész). Zenét négyéves kora óta tanult, először zongorázni, majd később hegedülni. A klarinétot 12 éves korában választotta, és lett mestere ennek a hangszernek. Zenei tanulmányait a Bartók Béla Zeneművészeti Szakközépiskolában végezte 1970-ben Vécsei István irányítása mellett. Diplomáját 1978-ban szerezte meg a Liszt Ferenc Zeneművészeti Egyetemen, tanárai voltak Kovács Béla, Kurtág György, Mihály András, Simon Albert és Sándor Frigyes. Karmesteri tanulmányait Ferencsik Jánosnál és Giuseppe Patanè-nál folytatta.

### Pályafutása
Mozgalmas szakmai karrierje 1968-ban, 16 évesen kezdődött el, amikor először játszotta el Bartók Kontrasztok című művét, amely a klarinétrepertoár talán egyik legnehezebb darabja. Partnerei Ránki Dezső, illetve Szenthelyi Miklós voltak, majd később Ránki szerepét Kocsis Zoltán vette át, akivel 12 éves kora óta folyamatos szakmai kapcsolatban áll. Ezt a darabot először a Hungaroton Bartók-összkiadásban vették fel, majd másodszor 1994-ben a Naxosnál, amely 1995-ben – művészpartnerei Pauk György és Jandó Jenő voltak – elnyerte a Grammy-aranyérmet.
1972-ben elnyerte a genfi nemzetközi verseny ezüstérmét, 1974-ben (Belgrád) és 1975-ben (München) kamarazenei versenyek díjazottja. Aktív közreműködője a magyar komolyzenei életnek, munkássága során a legfontosabb hazai zenei együttesekben zenélt. 1972-től a Magyar Állami Operaház ösztöndíjas első klarinétosa, majd egy évvel később az Operaház Zenekarának, valamint a Budapesti Filharmóniai Társaság első klarinétosa. 1973 és 1983 között a Budapesti Kamaraegyüttes tagja, nagyon sok kortárs magyar zenemű bemutatóján játszik, de szerepelt az együttessel többek között Salzburgban, Luzernben, Brüsszelben. 1982-ben megalakította a Budapesti Fúvósegyüttest, amelynek művészeti vezetője 2002-ig. 1983-ban alapító tagja, illetve első klarinétosa a Budapesti Fesztiválzenekarnak.

### Karmesteri karrier
Karmesterként 1987-ben debütált Caracasban, Venezuelában. 1988-tól 1991-ig a Magyar Virtuózok Kamarazenekar karmestere. 2004–2006 között a Nemzeti Filharmonikus Zenekar állandó vendégkarmestere.
Nemzetközi sikereit és elismertségét jól jellemzi, hogy pályafutása során szólistaként, kamarazenészként, karmesterként szerepelt Európa, Észak- és Dél-Amerika, Ázsia körülbelül 80 országában. Szólistaként fellépett Európa legfontosabb koncerttermeiben (Musikverein, Wigmor-Hall, Mozarteum, Herkules-Saal, Queen Elisabeth Hall), és nagyon sok híres zenekarral játszott együtt (English Chamber Orchestra, Sinfonia Varsovia, Simon Bolivar Orchestra, Tampere Symphony Orchestra, Hamburgi Kamarazenekar, Liszt Ferenc Kamarazenekar, Budapesti Fesztiválzenekar). Számos mesterkurzust tartott szerte a világban, az Egyesült Államokban, Kanadában, Angliában, Hollandiában, Finnországban, illetve rangos nemzetközi fesztiválok meghívott vendégművésze (Bath, London, Menton, Tokió, Quebec).
1992-ben meghívást kapott Japánba, ahol a tokiói Musashino Zeneakadémia klarinéttanára, illetve az egyetemi szimfonikus zenekarok vezető karmestere lett. A szakmai munka mellett sokat tett a japán és a magyar kulturális kapcsolatok erősítéséért is. Ennek keretében a Liszt Ferenc Zeneakadémia Zenekara, a Budapesti Fúvósegyüttes mellett számos művész (Kocsis Zoltán, Jandó Jenő, Ránki Dezső, Sass Sylvia) mutatkozhatott be a Musashino Zeneakadémián. 2001-ben a Tavaszi Fesztivál felkérésére megalapította a Tokyo–Budapest Ensemble-t, amely 2002 óta minden évben szerepel Magyarországon és Japánban is, és több tévé- és rádiófelvételt készítettek.
Szakmai munkája elismeréseként 1986-ban a Liszt-centenárium alkalmával Liszt-díjjal tüntették ki.
Számos magyar zeneszerző (Durkó Zsolt, Farkas Ferenc, Hidas Frigyes, Vukán György) komponált műveket számára vagy együttese (Budapesti Fúvósegyüttes) részére, melyek világpremierjét többször a BBC is közvetítette.
2009-től művészeti vezetőként a Győri Filharmonikus Zenekart az ország egyik legkiválóbb együttesévé fejlesztette, és tevékenysége eredményeként 2013-ban Bartók–Pásztory-díjjal ismerték el a Győri Filharmonikus Zenekar szakmai munkáját.
Pályafutása során a magyar és a nemzetközi zenei élet meghatározó alakjaival dolgozott együtt, partnerei voltak többek között Kocsis Zoltán, Jandó Jenő, Perényi Miklós, Schiff András, Takács-Nagy Gábor, James Galway, Maurice André, José Cura.
Szakmai munkáját 2016-ban Érdemes Művész díjjal ismerték el.
2017-ben hazaköltözött Japánból, jelenleg Győrben él és dolgozik.

### Magánélete
Gyermekei Berkes Gábor, Berkes Laura és Berkes Anna.

## Díjak, kitüntetések
- 1986 - a Liszt-centenárium alkalmából Liszt-díjjal tüntették ki.
- 1995- GRAMMY – arany medállal tüntetik ki a Bartók Contrasts CD-jét, melyen Pauk György és Jandó Jenő voltak muzsikus partnerei.
- 2013 - Pro Urbe Győr díj
- 2013 - A Magyar Érdemrend lovagkeresztje
- 2013 - Tevékenysége eredményeként Bartók – Pásztory Díjjal ismerték el a Győri Filharmonikus Zenekar szakmai munkáját.
- 2016 - Magyarország Érdemes Művésze díj
- 2017 - Széchenyi István Egyetem, Győr – címzetes egyetemi tanár
- 2017 – Musashino Academia Musicae - professzor emeritus cím
- 2017 - Megyei Príma Díj – Győr-Moson-Sopron megye

## Diszkográfia
Művészeti munkáját számos lemez és CD-felvétel őrzi a Hungaroton, a Decca, a Teldec, a Harmonia Mundi, az EMI és a Naxos kiadócégek jóvoltából.
- BARTÓK Béla: Kontrasztok (Pauk, Jandó) DDD 8.550749 (NAXOS)
- BARTÓK Béla: Kontrasztok (Szenthelyi, Kocsis)   HCD-31038 (HUNGAROTON)
- BEETHOVEN – BRAHMS: Klarinét triók

Ludwig van BEETHOVEN: B-dúr trió, op. 11
              Johannes BRAHMS: a-moll trió, op. 114
              (Perényi, Kocsis)  HCD-12286-2 (HUNGAROTON)
- Johannes BRAHMS: Klarinét Szonáták, op. 120, No.1-2

              Scherzo Dalok,  op. 91
              (Jandó, Takács)  DDD 8.553121 (NAXOS)
- Johannes BRAHMS: Symphony No. 1

              Tragic Overture
              Symphonies Nos. 2 and 3
              Symphony No. 4
              Academic Festival Overture
              (Győri Filharmonikus Zenekar)  DDD 8.503296 (NAXOS)
- Luigi CHERUBINI: c-moll requiem

W. A. MOZART: Exsultate, jubilate (K. 165)
W. A. MOZART: Ave verum corpus (K. 618)
(Musashino Academia Musicae Zenekara és Kórusa, Noriko Sasaki – szoprán, Berkes Kálmán – karmester) HCD 32041 (HUNGAROTON)
- Peter Iljics CSAJKOVSZKIJ: V. (e-moll) szimfónia, op. 64

M. I. Glinka: Ruszlán és Ludmilla nyitány  
Richard Strauss: Esz-dúr kürtverseny, op. 11
(Nagy, Musashino Academia Musicae Zenekara, Berkes Kálmán - karmester) HCD 31856 (HUNGAROTON)
- Peter Iljics CSAJKOVSZKIJ: 1812 nyitány, op. 49

Peter Iljics CSAJKOVSZKIJ: IV. (f-moll) szimfónia, op. 36
Peter Iljics CSAJKOVSZKIJ: Virágok keringője (Diótörő-szvit, op. 71a)
(Musashino Academia Musicae Zenekara és Kórusa, karigazgató: Tohru Matsui, Berkes Kálmán – karmester) HCD 32172 (HUNGAROTON)
- DOHNÁNYI Ernő: c-moll szextett, op. 37

             (Schiff, Vlatkovic, Takács vonósnégyes) 421 423-2 DH (DECCA)
- Franz KROMMER: Klarinétversenyek, op. 35, 36, 91

              (Takashima, Tsatsui, Eszterházy Szimfonikusok) DDD 8.553178 (NAXOS)
- Franz KROMMER: Partiták fúvós együttesre

              (Budapest Fúvós Együttes, Berkes) DDD 8.553498 (NAXOS)
- W. A. MOZART: Harmoniemusik

              (Budapest Fúvós Együttes, Berkes) QUI 903008 (HARMONIAMUNDI (Quintana))
- W. A. MOZART: c-moll szerenád, K. 388

              Gran Partita, K. 361
              (Budapest Fúvós Együttes, Kocsis, Berkes) QUI 903051 (HARMONIAMUNDI (Quintana))
- W. A. MOZART: Kvintett zongorára és Fúvósokra), K. 452
- L. van BEETHOVEN: Kvintett zongorára és fúvósokra, op. 16

              (Kocsis, Dienes, Berkes, Gábor, Nagy)  HMA 1903020 (HARMONIAMUNDI (Quintana))
- W. A. MOZART: Öt divertimento, K.439/b

              (Takashima, Okazaki) DDD 8.553585 (NAXOS)
- W. A. MOZART: Szerenádok, K.375, 388

              (Budapest Fúvós Együttes, Berkes) HCD 12549-2 (HUNGAROTON)
- W. A. MOZART: Divertimentók, K.439/b (ANH.229.)

              (Mali, Hortobágyi) HCD 11985-2 (HUNGAROTON)
- W. A. MOZART: Klarinétötös, K.581

Carl Maria von WEBER: Klarinétötös, op. 34
              (Éder vonósnégyes) 8.44051  ZS (TELDEC)
- Karl STAMITZ: Klarinétversenyek, Vol. 1

              F-dúr Klarinétverseny, No. 1
              B-dúr kettősverseny
              B-dúr versenymű klarinétra és fagottra
              (Takashima, Okazaki, Eszterházy Szimfonikusok) DDD 8.553584 (NAXOS)
- Karl STAMITZ: Klarinétversenyek, Vol. 2

              Esz-dúr Klarinétverseny, No. 7
              B-dúr Klarinétverseny, No. 8
              Esz-dúr Klarinétverseny, No. 11
              B-dúr Klarinétverseny, No. 10
              (Eszterházy Szimfonikusok) DDD 8.554339 (NAXOS)
- Richard STRAUSS: Duo Concertino

              (Fülemile, Kórodi, Budapest Filharmónia Zenekar) HRC-082 (HUNGAROTON)
- Igor SZTRAVINSZKIJ: Három darab szóló klarinétra

              Egy katona története
              (Budapest Kamaraegyüttes, Mihály) HRC-078 (HUNGAROTON)
- Carl-Maria von WEBER: Klarinét Kvintett, op. 34

              Grand Duo Concertante, op. 48
              Variációk, op. 33
              Bevezetés, Téma és Variációk (Jandó, Auer kvartett) DDD 8.553122 (NAXOS)